# باشگاه فوتبال لیورسج
باشگاه فوتبال لیورسج (انگلیسی: Liversedge F.C.) یک باشگاه فوتبال در شهر کلک‌هیتون در مرز با هایتاون درلیورسج ، انگلیس است که در سال ۱۹۱۰ تأسیس شده‌است.